# Coves dels Hams

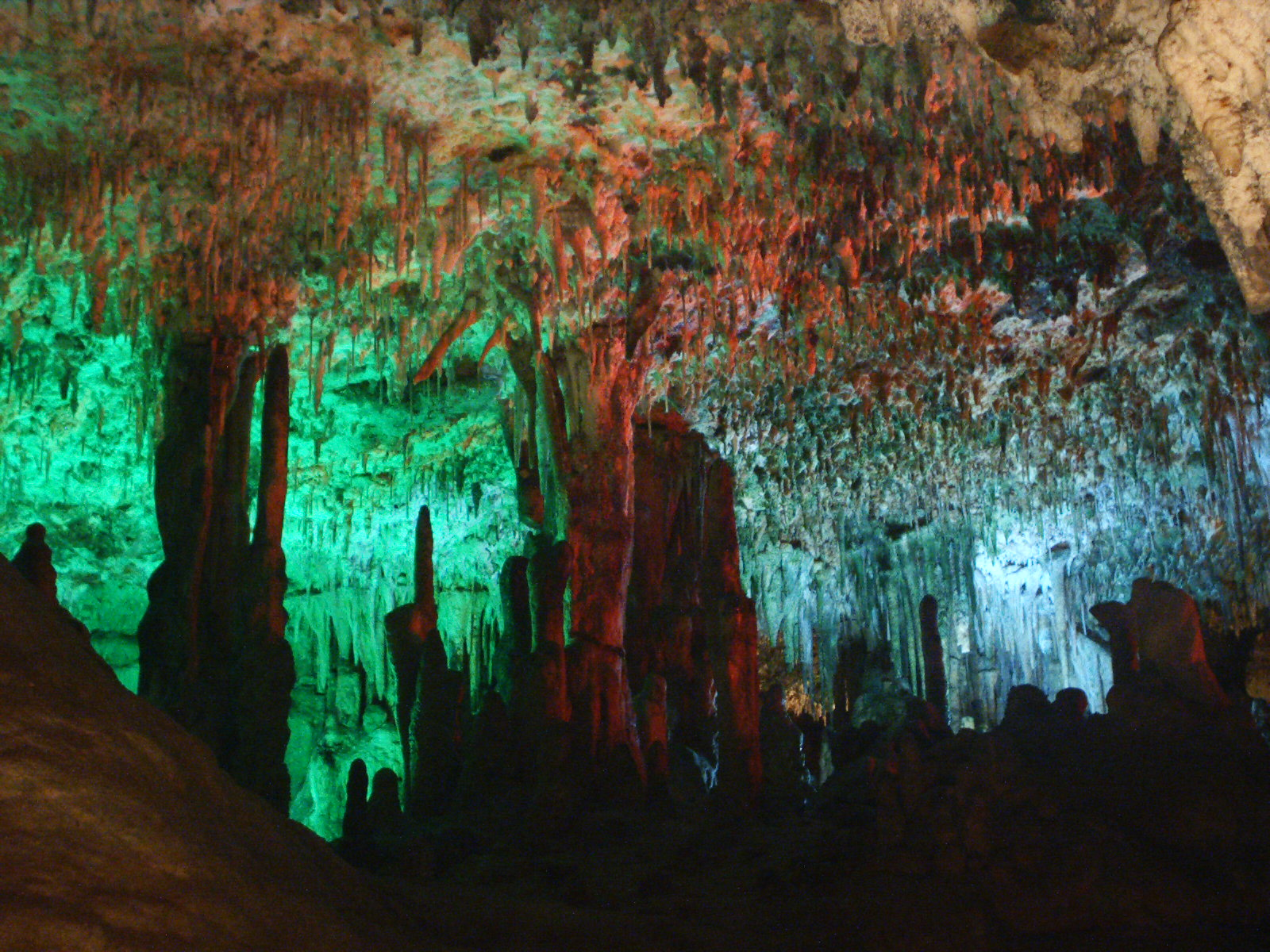
Coves dels Hams

Les coves dels Àns o Hams són unes coves d'origen càrstic que es troben a Portocristo, Manacor, Mallorca.
Foren descobertes per Pere Caldentey, que les acabà d'explorar el 1907. Van ser les primeres coves obertes al públic de l'estat l'any 1910, amb una instal·lació elèctrica molt avançada per l'època. Hi viuen uns crustacis prehistòrics que han sobreviscut al pas del temps, blanquinosos i cecs.